# 서체언
서체언(본명: 김소연, 2002년 8월 16일~)은 대한민국의 前 배우이다.

## 출연작

### 드라마
- 2010년 MBC 일일시트콤 《몽땅 내 사랑》 - 어린 박순덕 역 (리지 아역)
- 2011년 tvN 월화드라마 《로맨스가 필요해》 - 김성수의 여자친구 어린시절 역 (마지막회)
- 2011년 SBS 주말드라마 《내일이 오면》 - 다정 역
- 2012년 채널A 《판다양과 고슴도치》 - 어린 판다양 역 (윤승아 아역)
- 2013년 SBS 월화드라마 《야왕》 - 소녀 주다해 역 (수애 아역)
- 2013년 MBC 일일연속사극 《구암 허준》 - 미현 역
- 2013년 MBC 월화드라마 《구가의 서》 - 어린 박청조 역 (이유비 아역)
- 2013년 tvN 월화드라마 《후아유》 - 어린 현정 역
- 2013년 tvN 일일시트콤 《감자별 2013QR3》 - 다은 역
- 2014년 MBC 월화드라마 《야경꾼 일지》 - 강인화 역
- 2014년 MBN 《천국의 눈물》 - 어린 진제인 역 (윤서 아역)
- 2014년 KBS2 월화드라마 《힐러》 - 소녀 채영신 / 오지안 역 (박민영 아역)
- 2016년 tvN 금토드라마 《기억》 - 김수지 역

### 영화
- 2011년 《환상극장》 - 소녀 킬러 역
- 2012년 《나는 왕이로소이다》 - 솔비 동생 단비 역
- 2012년 《가비》 - 단이(어린따냐) 역 (김소연 아역)
- 2012년 《원더풀 라디오》 - 김민서 역
- 2013년 《더 웹툰: 예고살인》 - 미진 역

### 광고
- 라이나 생명
- 윤선생 영어교실
- 키자니아 워터쁘띠비즈
- 보안경보시스템
- 세계 글로벌 브랜드기업 캠페인
- 파파이스
- 청정원 진간장
- 웅진씽크빅
- MBC 캠페인
- 투니버스 채널
- 빙그레 초코지오

## 수상
- 제6회 아시아모델상시상식 키즈모델상 (2011년)
- 제4회 어린이모델선발대회 한국모델협회장상 (2010년)